# Oreophryne oviprotector
Espèce
Oreophryne oviprotector est une espèce d'amphibiens de la famille des Microhylidae.

## Répartition
Cette espèce est endémique du Sud de la Papouasie-Nouvelle-Guinée.

## Publication originale
- Günther, Richards, Bickford & Johnston, 2012 : A new egg-guarding species of Oreophryne (Amphibia, Anura, Microhylidae) from southern Papua New Guinea. Zoosystematics and Evolution, vol. 88, no 2, p. 223-230.